# Ярославская детская железная дорога
Ярославская детская железная дорога (ЯДЖД), Малая Северная железная дорога — детская железная дорога в Ярославле, расположенная по адресу: ул. 3-я Яковлевская, 54.

## История
В эксплуатацию Ярославская детская железная дорога вступила в 1946 году. Она была построена в Заволжском районе города на берегу Волги. Протяжённость составила 5,5 км. Имела 3 станции: «Волга», «Родина» и «Победа»; два паровоза и пять пассажирских вагонов. В декабре 1958 года во время заполнения Горьковского водохранилища берег Волги был размыт и продолжать движение поездов стало невозможно.
17 апреля 1970 года в Ярославле вновь была открыта детская железная дорога, опять в Заволжском районе, но на этот раз в Яковлевском бору на окраине города. Протяжённость 3,2 км. Подвижной состав: 4 вагона и два тепловоза. Станции «Пионерская» и «Луговая» и платформа «Зелёная».
31 июля 2008 года вновь открыта после реконструкции.
Ярославская детская железная дорога открыта для посетителей ежегодно с мая по сентябрь.

## Современное состояние

### Остановочные пункты
Железная дорога имеет 5 остановочных пунктов, включая 2 станции: «Пионерская» (главная) и «Яковлевская», и 3 платформы: «Зелёная», «Луговая» и «Юбилейная». Протяжённость: 5,7 км. Депо расположено на станции Пионерская. Современная система автоблокировки, макет железной дороги, тренажёр по обучению машинистов тепловоза.

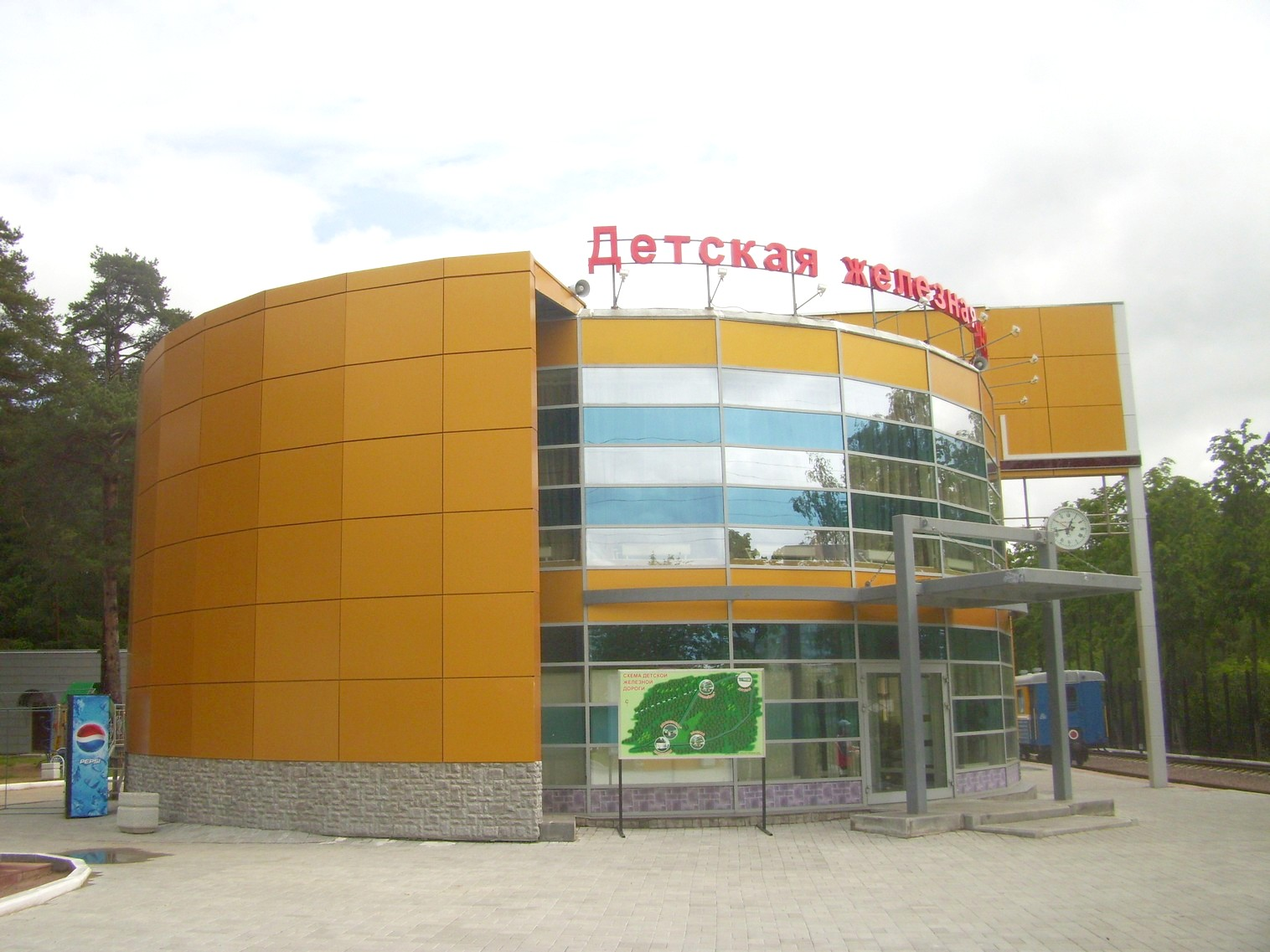
Здание вокзала
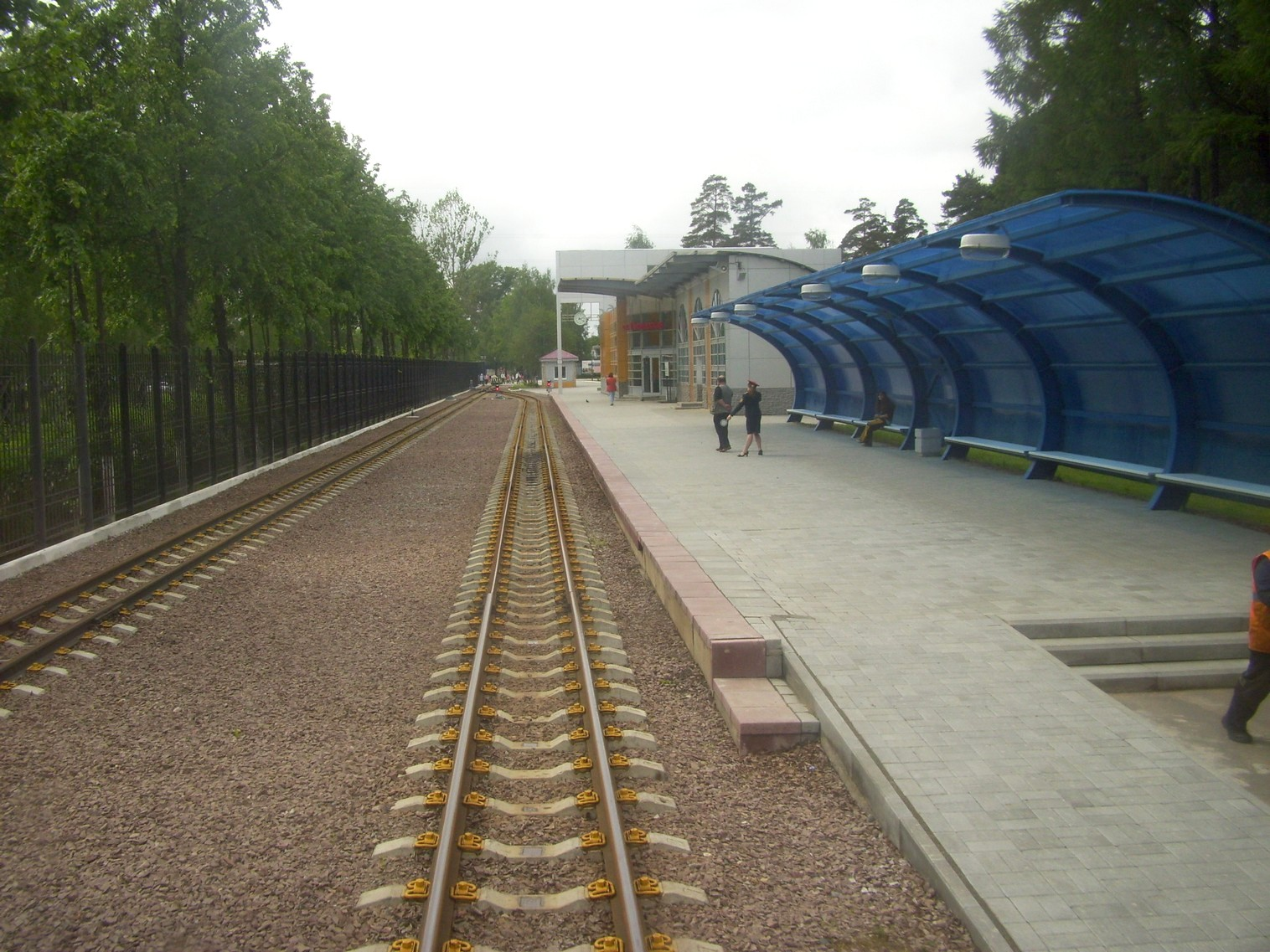
Платформа станции Пионерская
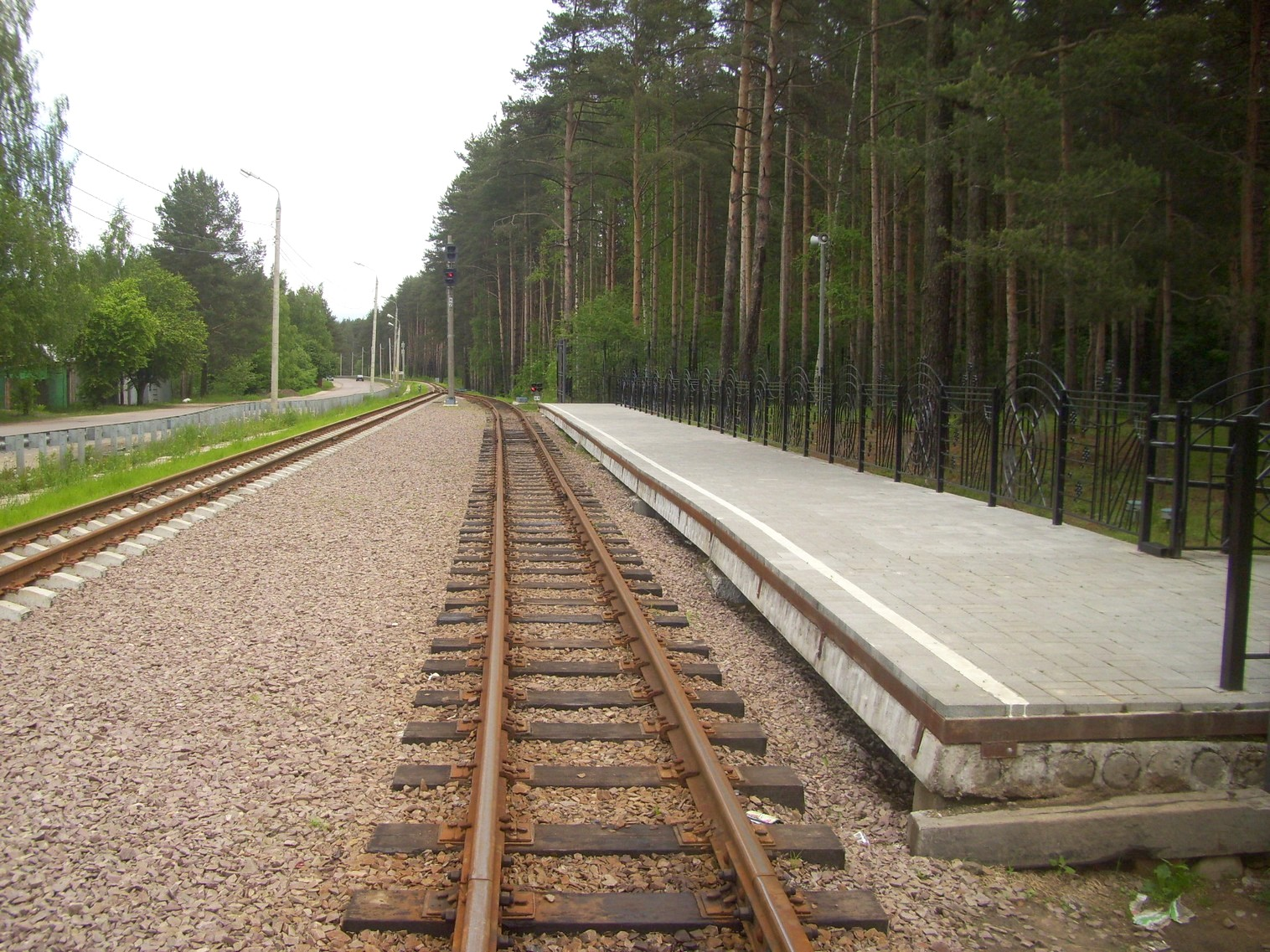
Платформа станции Яковлевская
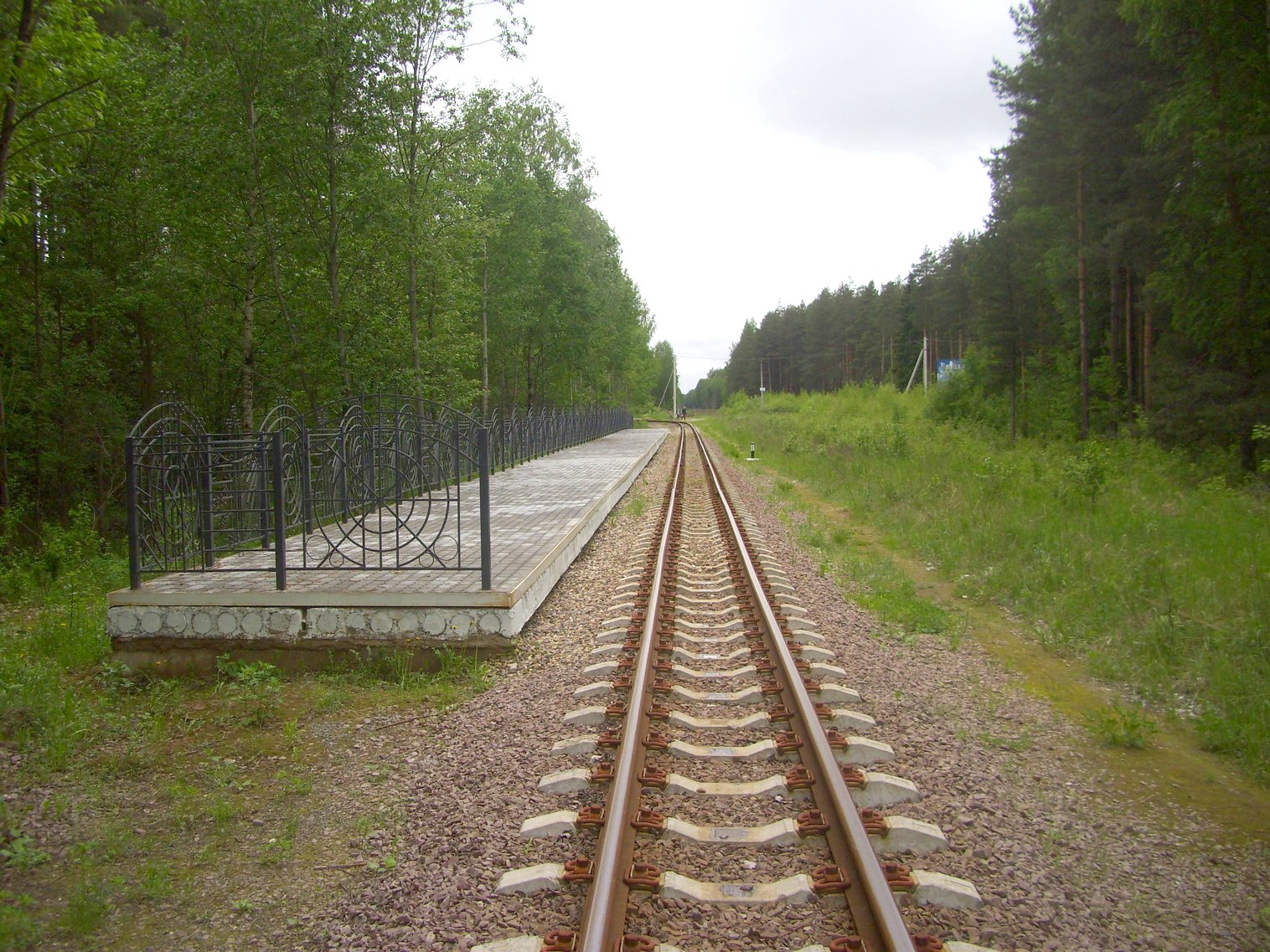
Платформа Юбилейная
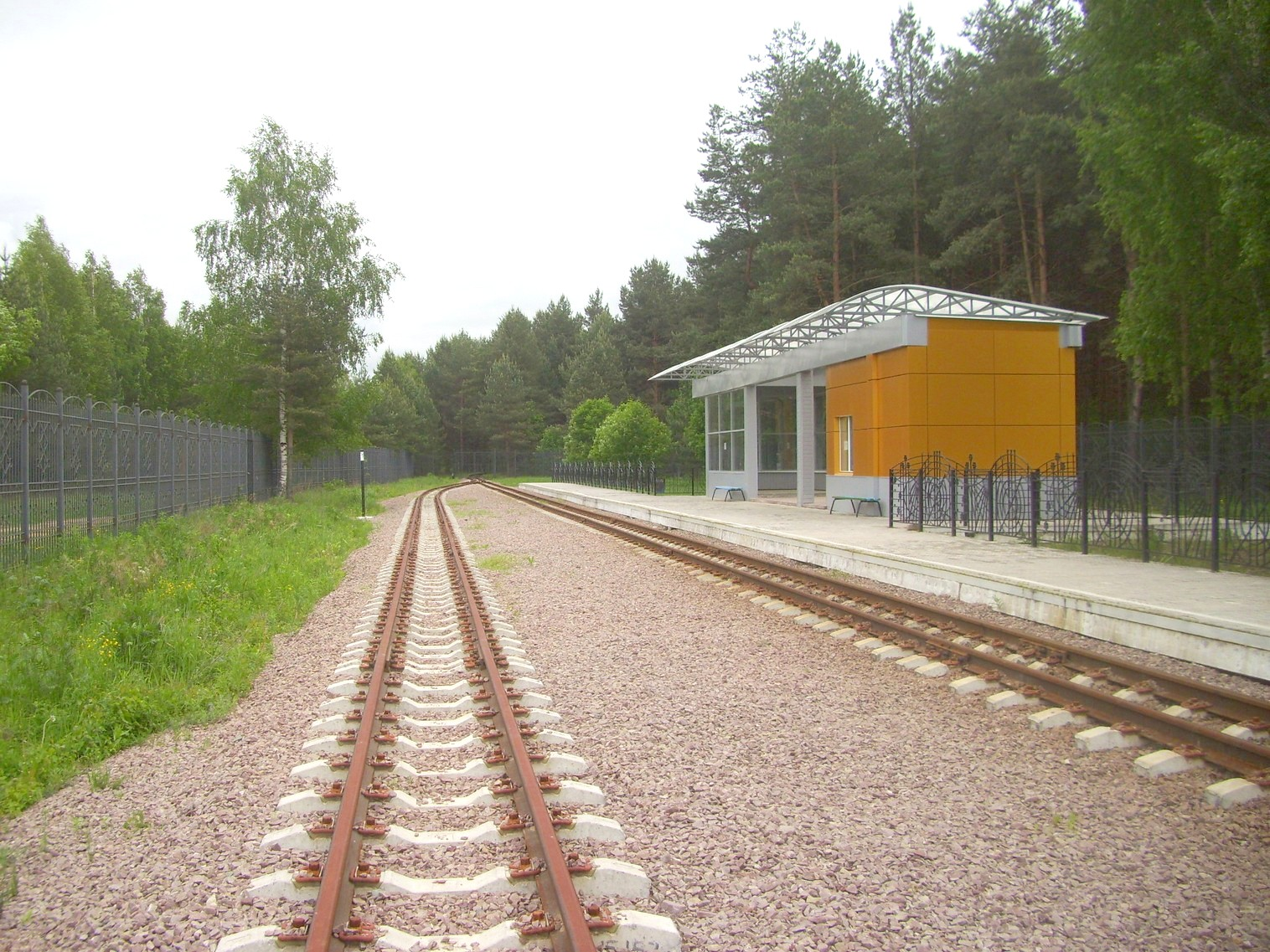
Платформа Луговая
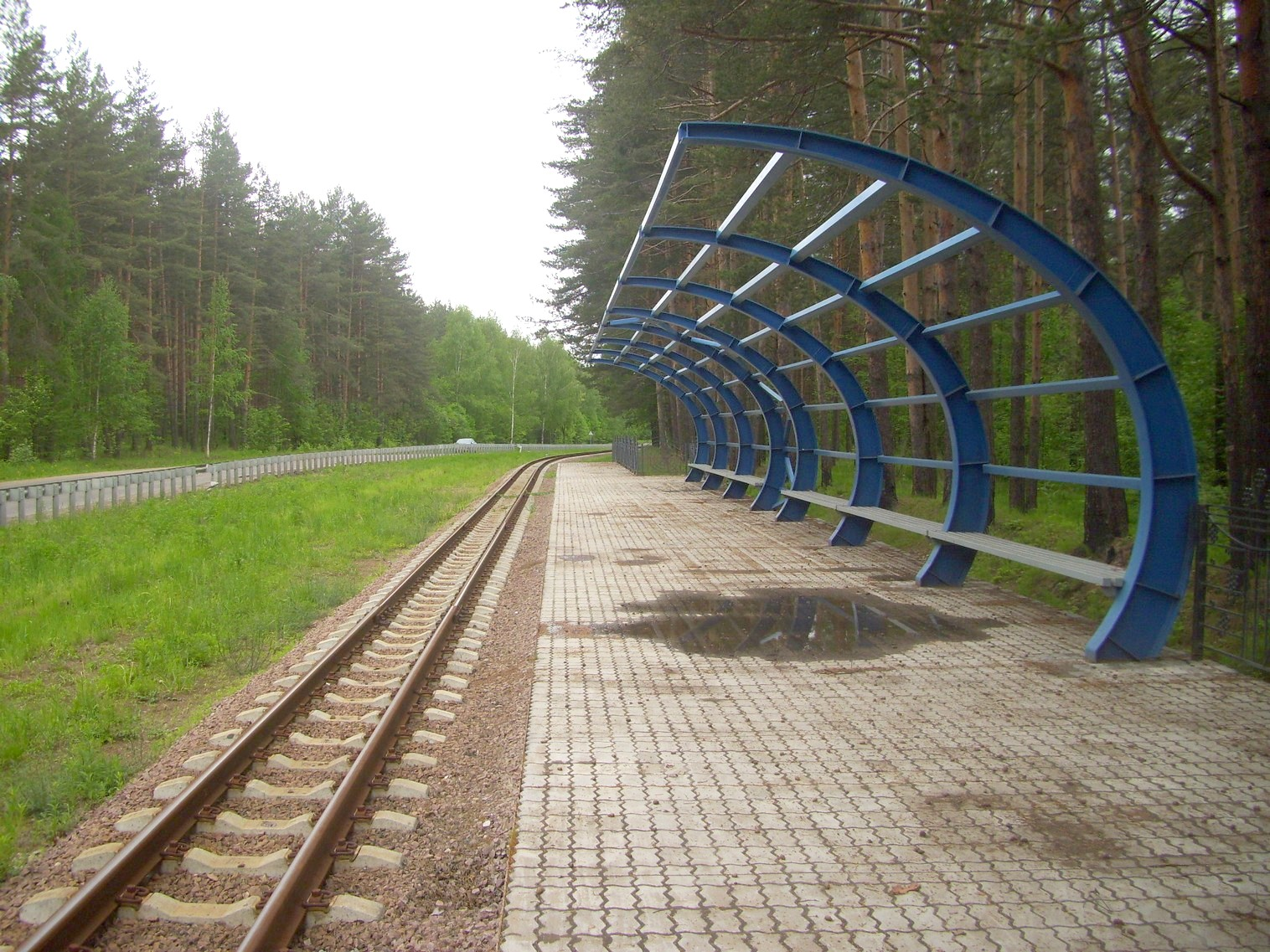
Платформа Зелёная

### Подвижной состав
К моменту открытия обновлённой железной дороги в 2009 году в её парке имелось два тепловоза ТУ7А с номерами 2866 и 3349 и 4 пассажирских вагона. 18 июля 2011 г. на ЯДЖД были поставлены ещё 2 вагона модели ВП-750. Старые вагоны модели 48-051 под номерами 028009 и 0285805 были отправлены в неизвестном направлении. Вагон № 028008 стоит в депо и используется как склад.
Тепловоз ТУ7А-2866 был отставлен от работы в связи неисправностью дизеля, который отправлен в Вологду на замену или ремонт. В 2012 г. на ДЖД поступили ещё 2 новых вагона модели 43-0011 под номерами 028076 и 028077. В мае этого же года тепловоз ТУ7А-2866 был восстановлен. Был заменен дизель 1Д12-300С на более мощный 1Д12-400БС2 от тепловоза ТГМ23Б. 8 июня 2012 г. тепловоз был допущен к работе. До поступления тепловоза ТУ10-024, ТУ7А-3349 являлся основным локомотивом несмотря на большие проблемы с ремонтом.
В январе 2014 года поступил новый тепловоз ТУ10-024.
В мае 2015 года тепловоз ТУ7А-2866 передан на северную трассу Малой Октябрьской железной дороги. С 2016 года тепловоз передан на южную трассу Малой Октябрьской детской железной дороги в Купчино.
Паровоз Гр-332 (ранее используемый как памятник на станции Пионерская) в феврале 2018 года был отправлен на капитальный ремонт в депо Санкт-Петербург Финляндский.
29 сентября 2018 года паровоз Гр-332 прибыл на ЯДЖД, 2 октября была проведена первая обкаточная поездка.

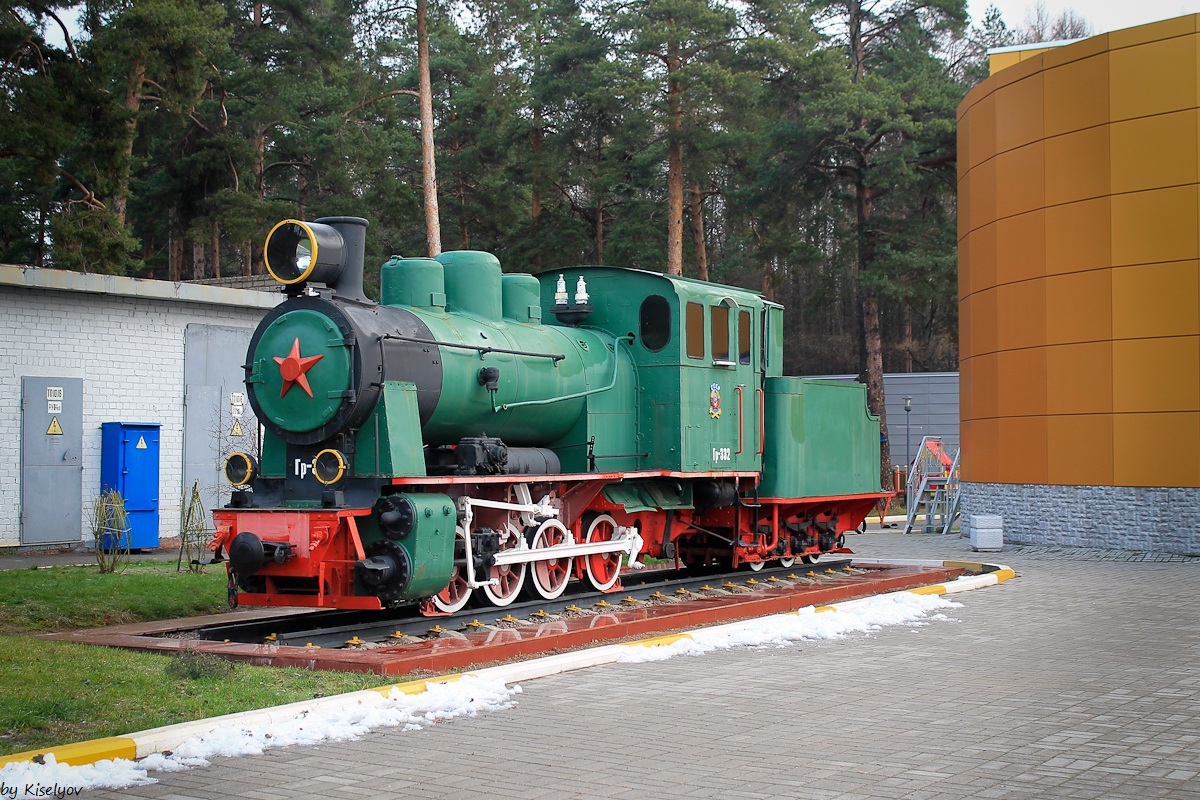
Паровоз Гр-332 на станции Пионерская
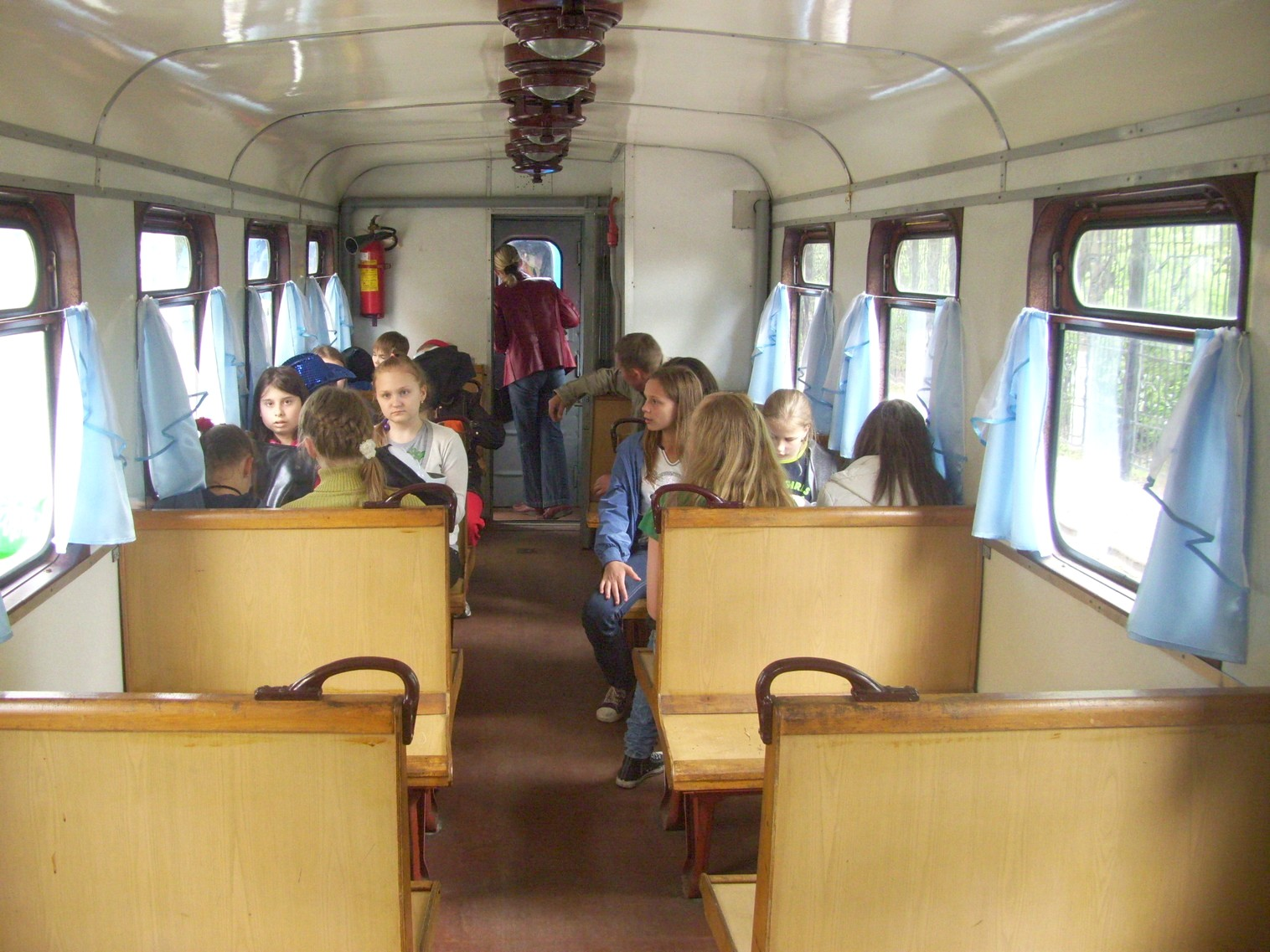
Салон вагона 48-051 (сейчас не используется)
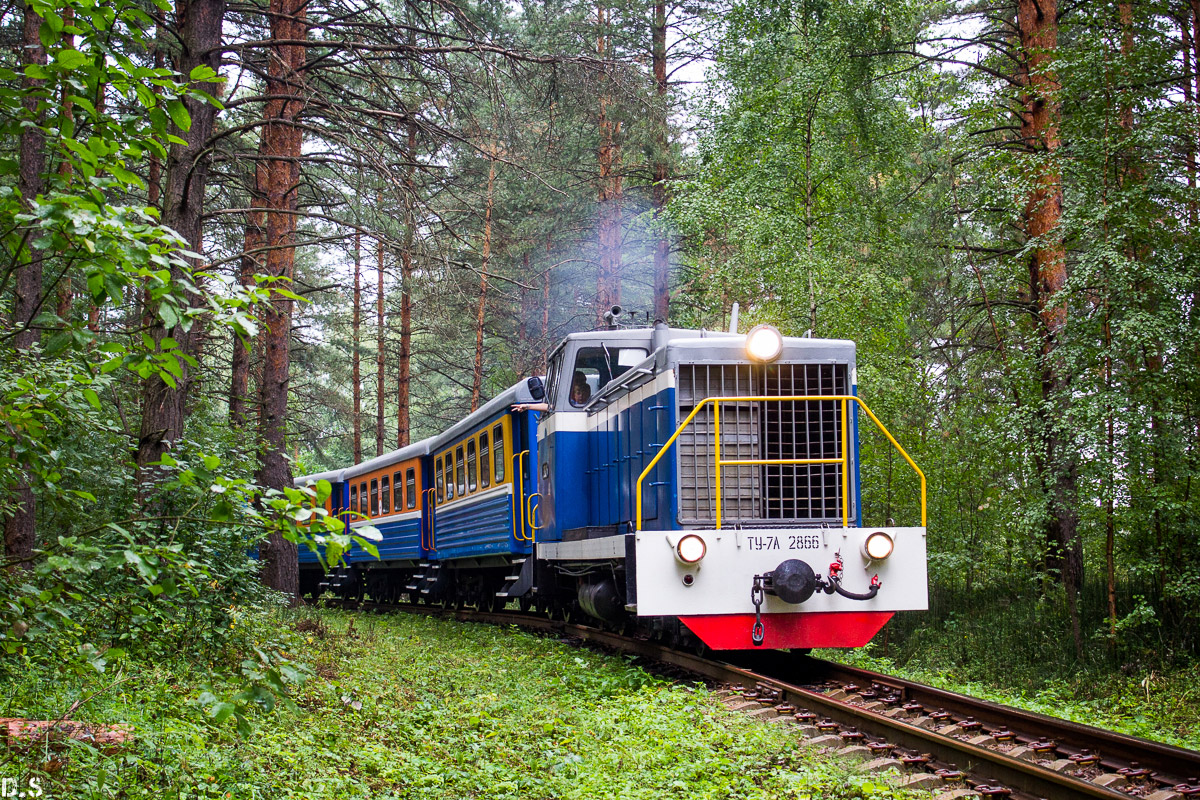
Тепловоз ТУ7А-2866 с поездом на перегоне Яковлевская — Пионерская
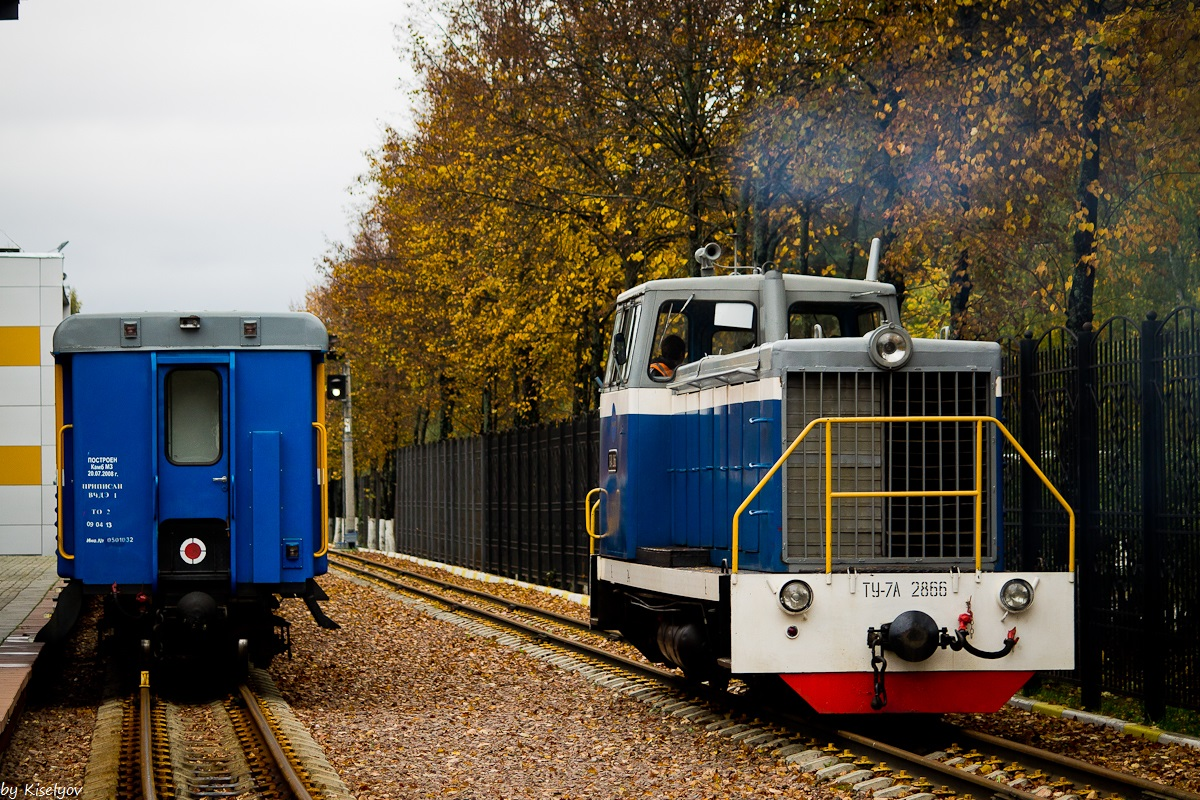
Тепловоз ТУ7А-2866, манёвры на станции Пионерская
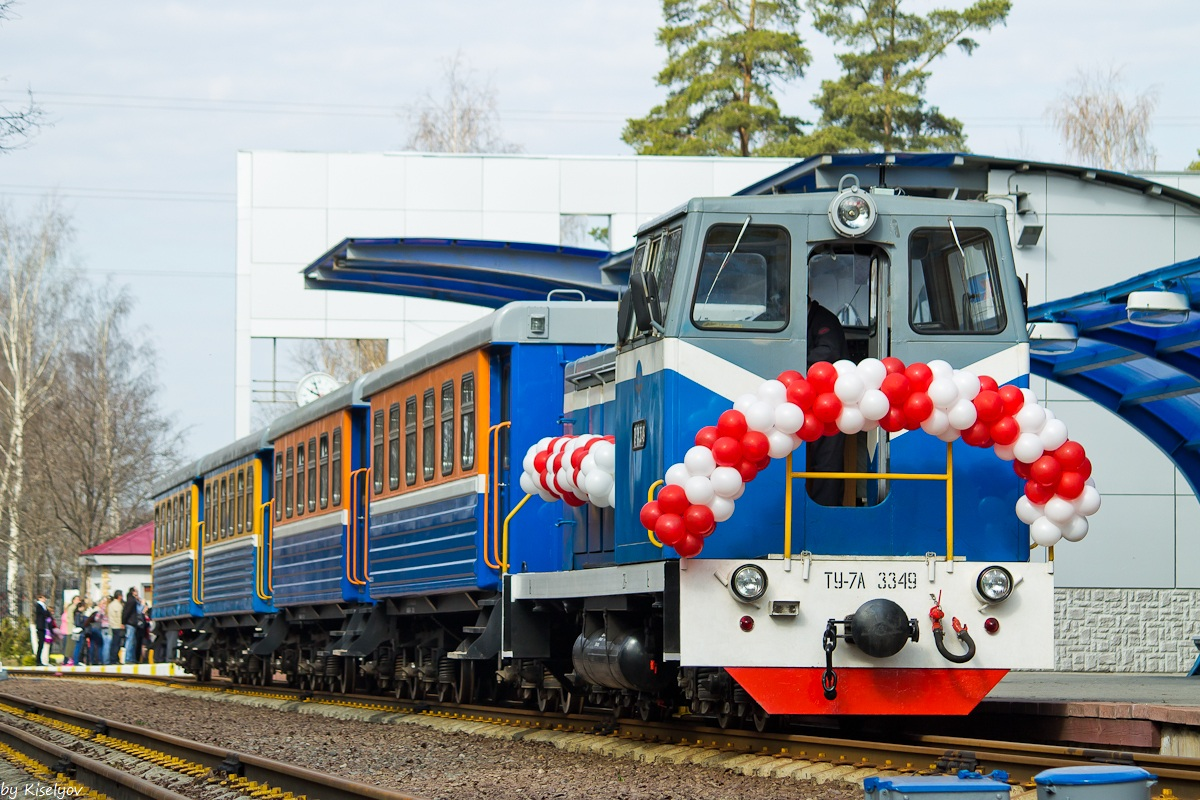
Тепловоз ТУ7А-3349 с поездом на станции Пионерская
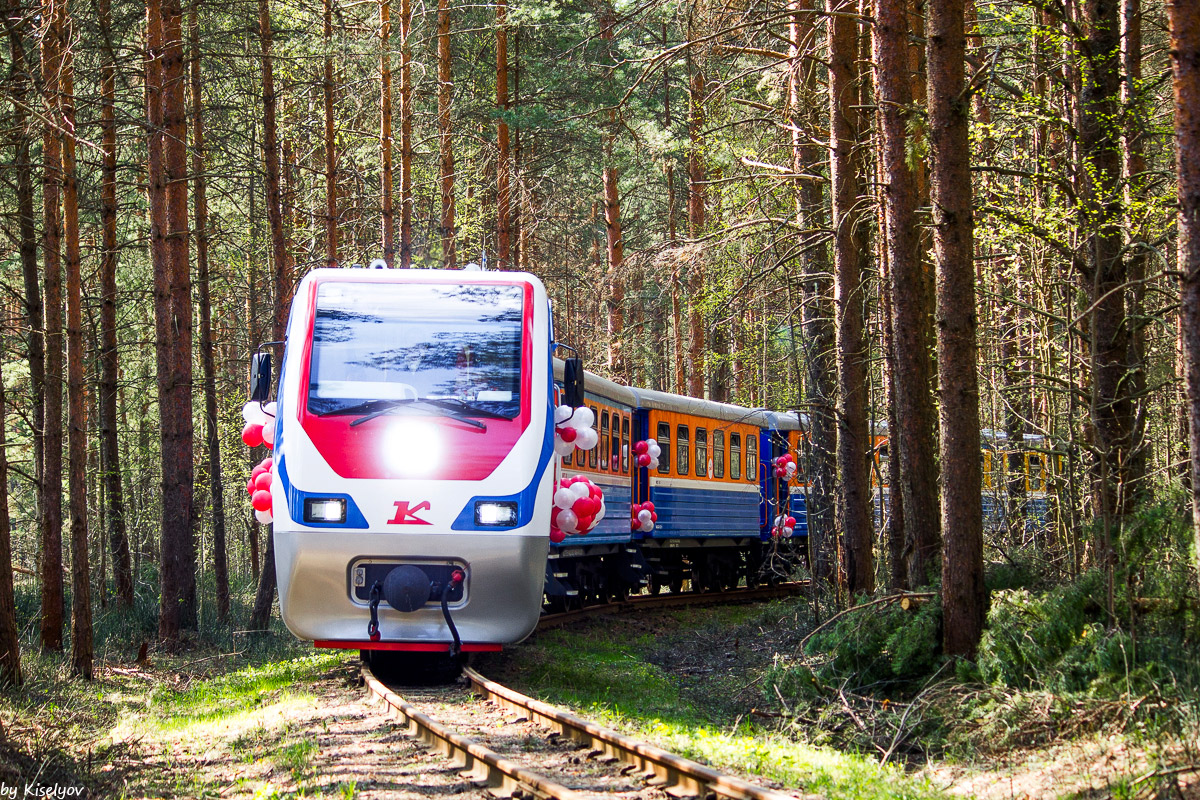
Тепловоз ТУ10-024 с поездом на перегоне Пионерская — Яковлевская
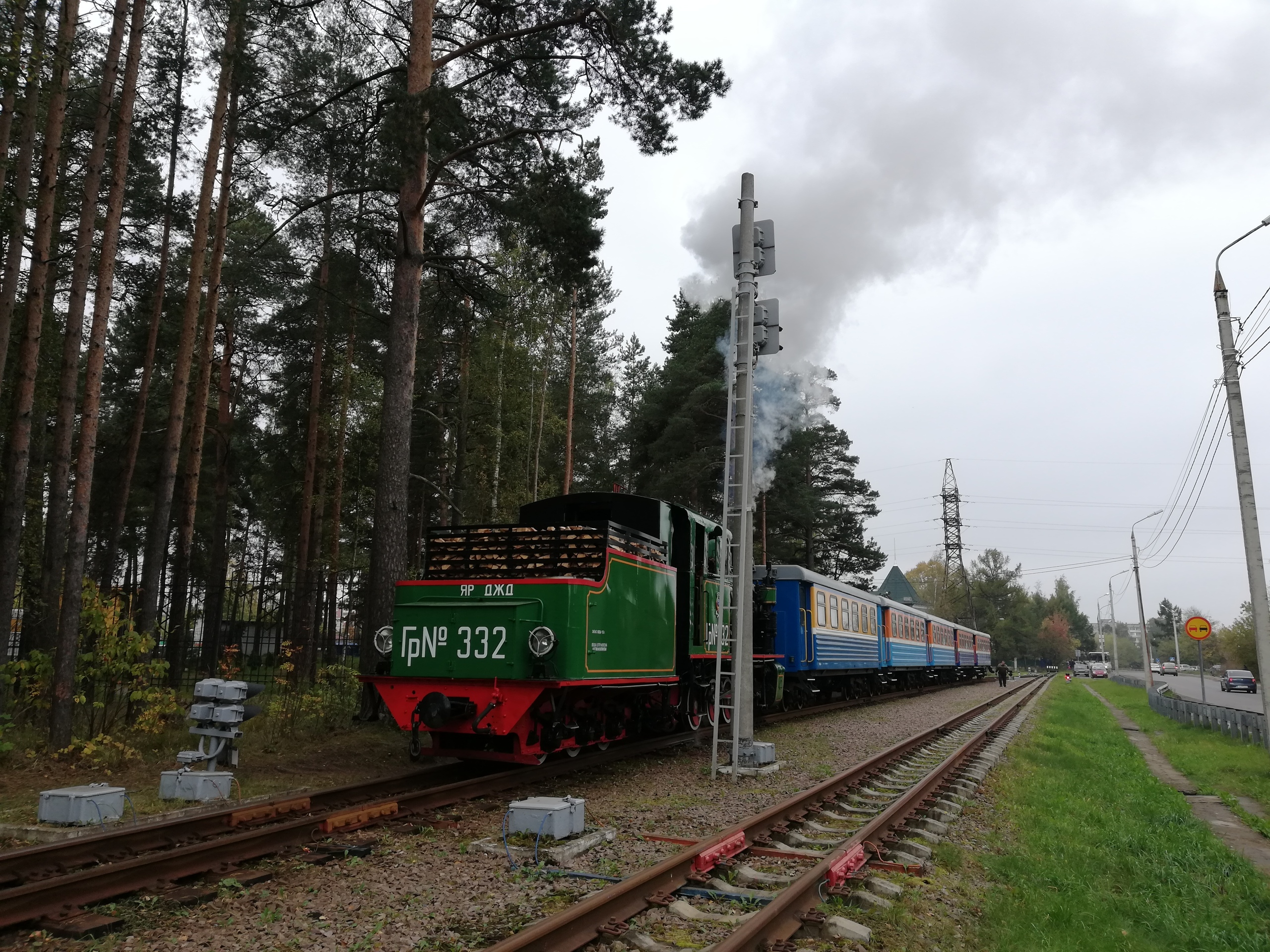
Обкаточный состав с паровозом Гр-332 на станции Яковлевская
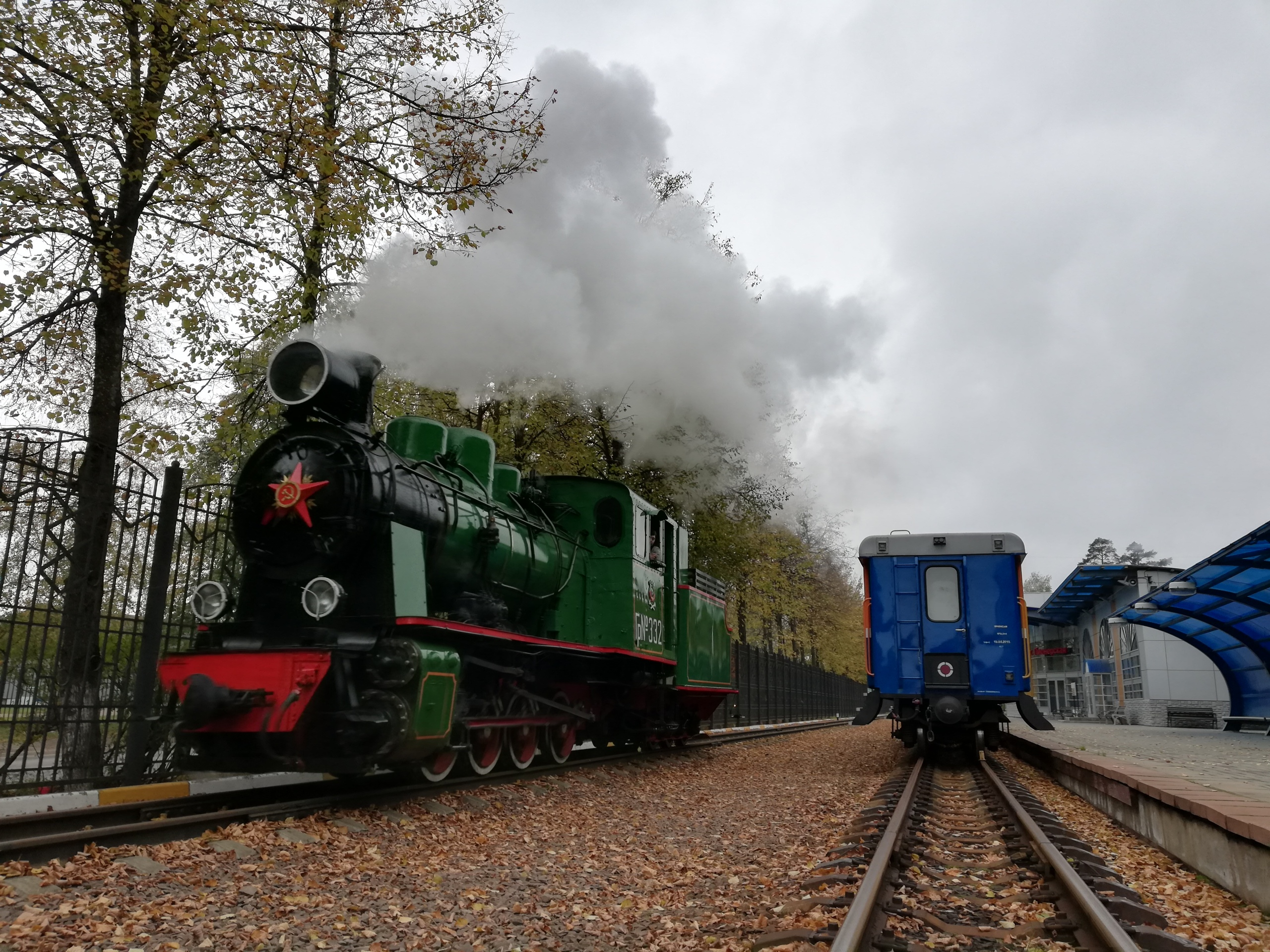
Манёвры паровоза Гр-332 на станции Пионерская
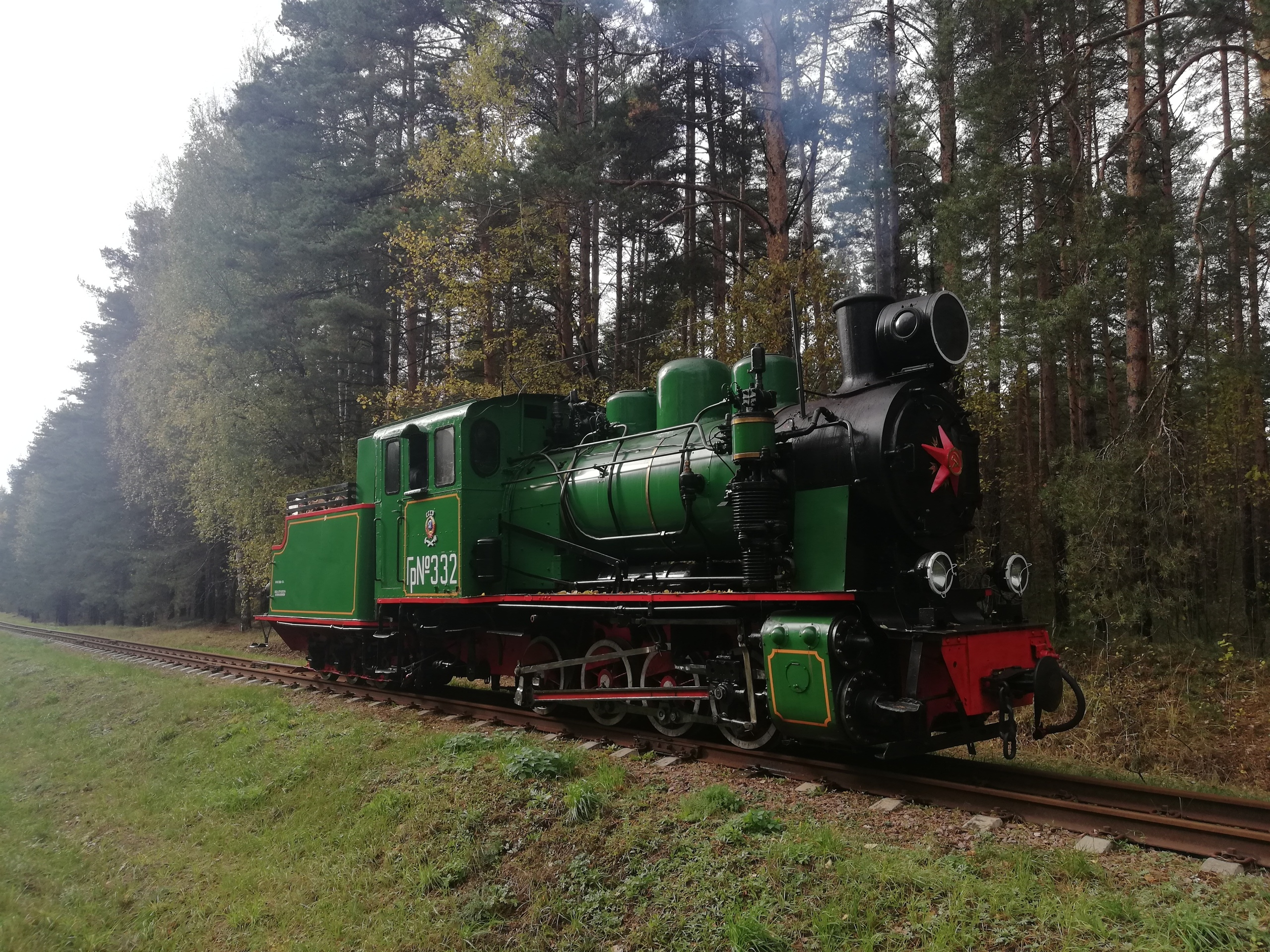
Обкатка паровоза Гр-332
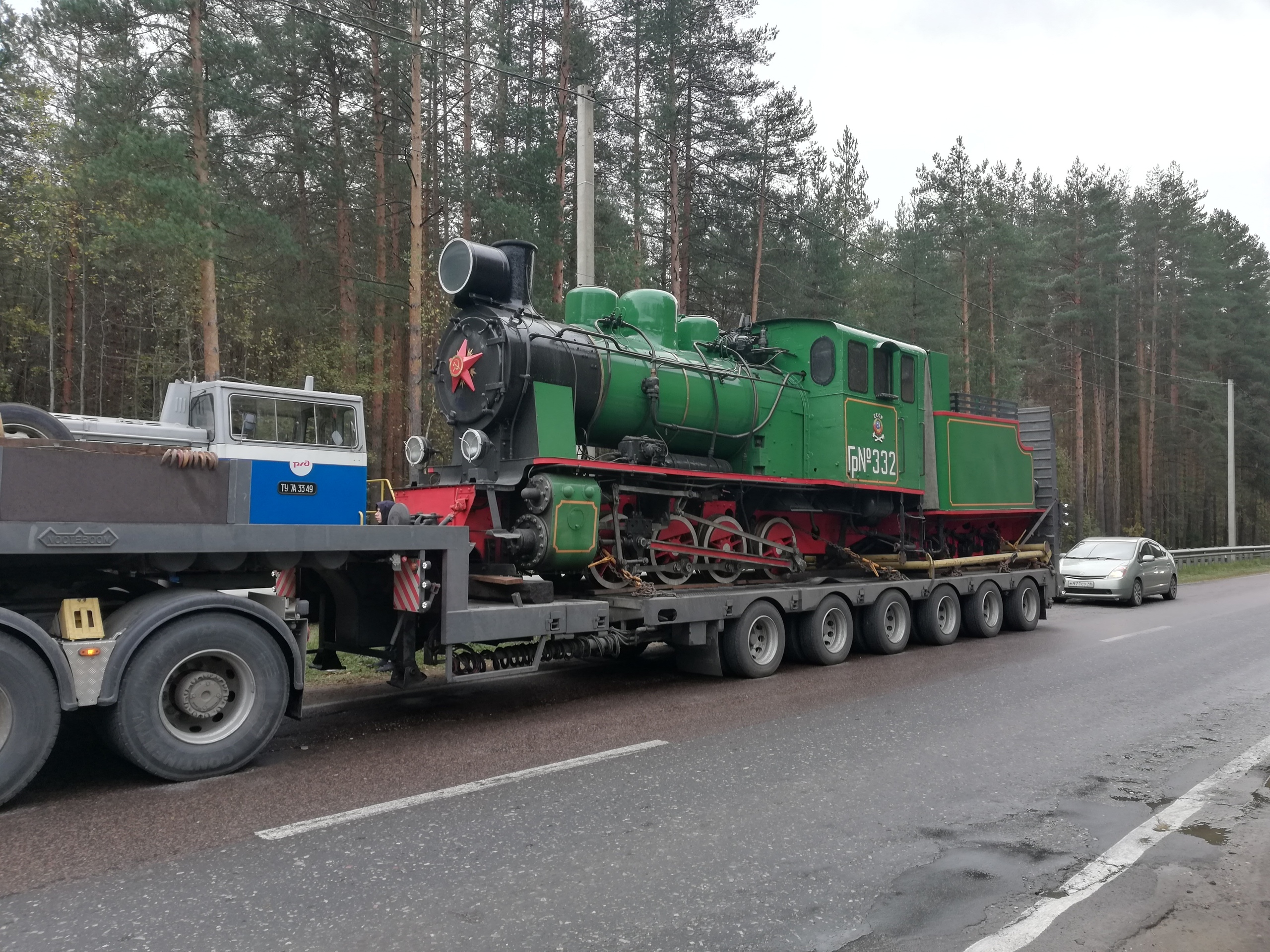
Выгрузка паровоза Гр-332